# Збуджений стан атома
Збуджений стан атома — це стан, за якого електрони останнього енергетичного рівня (орбіталі) переходять на інший рівень. При цьому енергія атома стає менше, ніж у атома в основному стані.

## Умови переходу
Для переходу атому із основного стану в збуджений, необхідна додаткова енергія, наприклад світлова або теплова.

## Механізм переходу
Механізм переходу можна пояснити наступною схемою нижче:

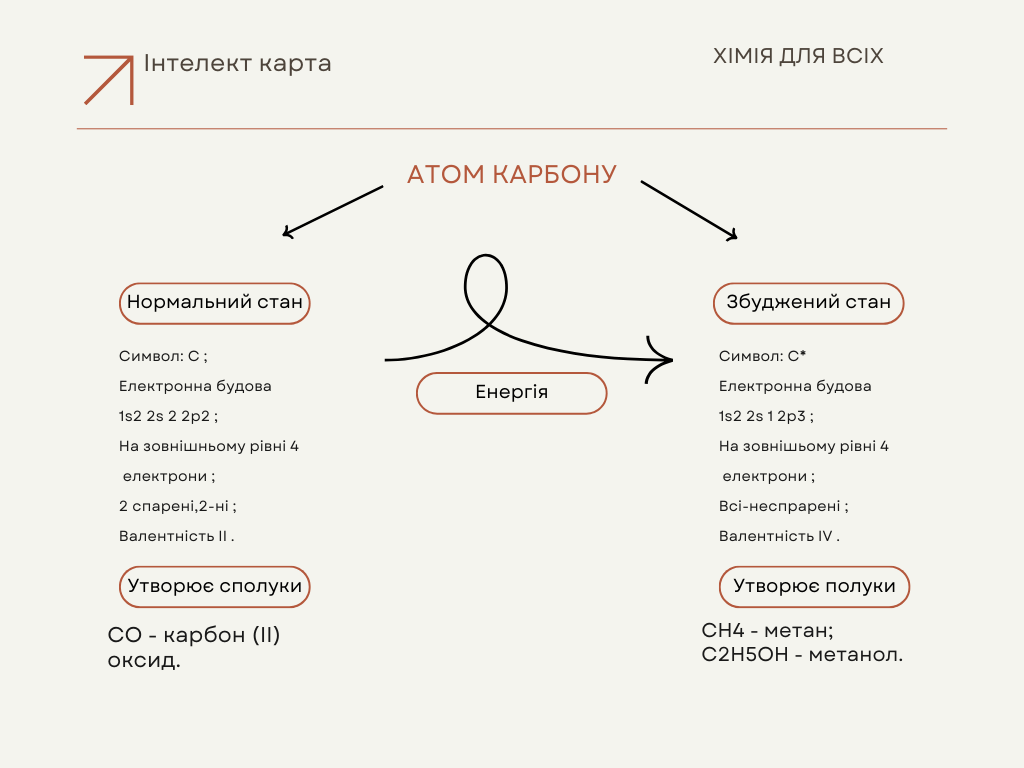
Стани атома.Перехід в збуджений стан

## Збуджений стан і флуоресценція
Атоми,які отримали енергію від УФ-випромінювання, набувають здатності до фруоресценції.